# Kauza Bohemians
Jako Kauza Bohemians je často označována série soudních pří či sporů v rámci Fotbalové asociace České republiky a dalších institucí (např. Úřadu průmyslového vlastnictví) souvisejících se jménem a logem Bohemians a kluby nosícími toto jméno. Jediným týmem, který má právo užívat název Bohemians je vršovický klub Bohemians Praha 1905.

## Aktéři sporu
Hlavními aktéry sporu jsou:
- Fotbalový klub FC Bohemians Praha a.s., k 1. červenci 2012 ukončil Výkonný výbor FAČR členství FC Bohemians Praha ve fotbalové asociaci z důvodu probíhajícího konkurzu.[1]
- Fotbalový klub Bohemians Praha 1905, původně AFK Vršovice, aktuálně hrající Chance Ligu
- Fotbalový klub FK Bohemians Praha, původně FC Střížkov Praha 9, v roce 2017 zanikl

Dalšími účastníky sporu jsou: 
- Fotbalová asociace České republiky
- Tělovýchovná jednota TJ Bohemians Praha

## Témata sporu
Výše uvedené subjekty vedou spolu několik sporů u různých institucí, přičemž hlavními z nich jsou:
- Právo klubu FK Bohemians Praha užívat jméno Bohemians a logo s klokanem
- Právo klubu Bohemians Praha 1905 hrát soutěže pořádané FAČR a nakládat s hráči, které klub získal po svém vzniku od FC Bohemians Praha, a.s.

## Historie sporu

### Počátek sporů
Na počátku sporu byly finanční problémy tehdy druholigového klubu FC Bohemians Praha, a.s., které vedly až k uvalení konkursu na tuto společnost. Společnost neplatila pohledávky svým věřitelům a ke konci roku 2004 se dlužná částka odhadovala na 40 milionů korun. Z těchto důvodů byl 1. února 2005 na společnost uvalen konkurs a správcem konkursní podstaty byl jmenován Vladimír Huml. Tehdejším majitelem FC Bohemians Praha byl Michal Vejsada, který v současnosti vystupuje jménem věřitelského výboru. Klub zároveň přišel o licenci a nedohrál sezónu 2004/05 druhé ligy. Michal Vejsada nechtěl, aby se název a logo klubu stalo součástí majetkového vyrovnání, a tak získal souhlas TJ Bohemians Praha s převedením jména a loga na třetiligový FC Střížkov Praha 9.
Prakticky ihned po vyhlášení konkurzu začali fanoušci nabízet svou pomoc klubu a 3. února 2005 byl oznámen vznik fanouškovské iniciativy S.O.S. Klokan, která začala pomoc fanoušků koordinovat. O několik týdnů později, 21. března 2005, se tento neformální spolek transformoval do Družstva fanoušků Bohemians (DFB), organizace fanoušků, kterým nebyl lhostejný osud klubu. Prvním členem družstva se stal herec Ivan Trojan. Družstvo si dalo za cíl záchranu klubu Bohemians Praha a navázání na jeho historii. Toho chtělo dosáhnout uzavřením smlouvy se správcem konkursní podstaty, na základě které koupí práva k soutěžím spolu s registrací tehdejších hráčů všech družstev včetně mládeže. Iniciativa fanoušků se setkala s velkým ohlasem a finanční příspěvky získalo DFB nejen od přihlášených členů, ale i z dalších zdrojů, např. od fotbalových internacionálů nebo od svého vršovického rivala Slavie Praha. Aktivita DFB se setkala se vstřícností i u některých subjektů, kterým FC Bohemians Praha, a.s. dlužila a kteří se rozhodli své pohledávky nenárokovat.
DFB začalo spolupracovat se společností AFK Vršovice, která od správce konkursní podstaty koupila nejen práva k soutěžím, ale i historickou kontinuitu, již uznal také ČMFS. Jako nástupnický klub se také AFK Vršovice přihlásil do následující sezóny ČFL a coby hlavní trenér začal u týmu působit Zbyněk Busta, jenž dříve působil u mládežnických týmů FC Bohemians Praha. Stejnou soutěž ovšem chtěl hrát také klub ze Střížkova, který měl od TJ Bohemians pronajaté jméno a logo Bohemians a jako trenéra angažoval bývalého trenéra FC Bohemians Praha Vladimíra Hrušku. Koncem června 2005 navíc Českomoravský fotbalový svaz povolil přejmenování klubu AFK Vršovice na Bohemians 1905.

### Spor o jméno a logo
Spor o užívání jména Bohemians se rozhořel v létě 2005, když do nové sezóny ČFL chtěl nastoupit klub Bohemians 1905 (původně AFK Vršovice), jehož přejmenování posvětil ČMFS, a také klub FK Bohemians Praha (původně Střížkov), který si právo užívat jméno a logo Bohemians pronajal od TJ Bohemians Praha ještě před založením DFB. ČMFS uznal jako právoplatného nástupce zkrachovalého klubu FC Bohemians Praha klub Bohemians 1905 a zakázal střížkovskému klubu start v ČFL pod jménem FK Bohemians Praha. Klub neustoupil a o dva dny později ČMFS oznámil, že jej vyloučil z ČFL. Střížkovský klub se začal domáhat práva hrát soutěže ČMFS pod jménem FK Bohemians Praha u civilního soudu, načež Obvodní soud pro Prahu 1 vydal předběžné opatření, ve kterém fotbalovému svazu nařídil, aby dovolil v soutěži působit klubu pod názvem FK Bohemians Praha. Od sezóny 2005/06 tak trvá stav, kdy soutěže ČMFS hrají dva kluby s názvem Bohemians - Bohemians 1905 a FK Bohemians Praha. Od sezóny 2009/10 znovu hraje soutěž ČMFS i FC Bohemians Praha, a to nejnižší pražskou soutěž, III. třídu sk. B.
Do sporu se na jaře 2009 vložil Úřad průmyslového vlastnictví, když vydal rozhodnutí, že fotbalový klub Bohemians 1905 má jako jediný tuzemský fotbalový subjekt právo užívat znak s klokanem a jméno Bohemians. Toto rozhodnutí napadl klub FK Bohemians Praha u soudu.
Dne 17. září 2009 na základě návrhu na prohlášení neplatnosti ochranné známky pro Bohemians 1905 byla tato prohlášena neplatnou ex tunc (od počátku). V praxi to znamená, že Úřad průmyslového vlastnictví dal za pravdu stěžovatelům a uznal, že název a logo Bohemians Praha tak, jak je uvedeno, Bohemians 1905 nesmí a nesměla užívat a jediným nositelem historické tradice je nadále TJ Bohemians Praha.[zdroj?]
Dne 7. července 2011 rozhodl Úřad průmyslového vlastnictví, že práva na ochrannou známku v podobě klokana v dvojkruží a nápisem Bohemians Praha pro provozování činnosti oddílu kopané náleží Bohemians 1905. Rozhodnutí nabylo právní moci 11. července 2011.

#### Stanoviska aktérů sporu
- Bohemians Praha 1905: Tvrdí, že po rozhodnutí Úřadu průmyslového vlastnictví je jediným fotbalovým klubem v ČR s právem užívat název Bohemians a logo klokana.[20]
- FK Bohemians Praha: Tvrdí, že jako řádný člen TJ Bohemians Praha má právo užívat název Bohemians a logo s klokanem a připojil se k žalobě na Úřad průmyslového vlastnictví.[20]
- FAČR: Ke dni 1. července 2012 ukončil Výkonný výbor FAČR členství FC Bohemians Praha ve fotbalové asociaci z důvodu probíhajícího konkurzu. [1]
- TJ Bohemians Praha: Podal žalobu na Úřad průmyslového vlastnictví ve věci jeho rozhodnutí ohledně jména a loga. Zároveň však tvrdí, že FK Bohemians Praha nikdy nebyl platným členem tělovýchovné jednoty Bohemians Praha.[22][23]
- FC Bohemians Praha: Tvrdí, že smlouva o převodu práv na soutěže a hráče z FC Bohemians Praha a.s. v konkursu (zastupována správcem konkursní podstaty Humlem) a AFK Vršovice byla v rozporu se zákonem a je neplatná. Tvrdí, že rozhodnutí ČMFS, které toto posvětilo, bylo v rozporu se stanovami ČMFS a je neplatné. V tomto sporu podporuje FK Bohemians Praha.[24]

### Spor o práva na soutěže a hráče
Meritem tohoto sporu je smlouva mezi správcem konkursní podstaty Vladimírem Humlem a AFK Vršovice o převodu práv na účast v soutěžích pořádaných ČMFS a převodu práv na hráče a mládežnické týmy a její posvěcení Českomoravským fotbalovým svazem zastupovaným v té době ředitelem legislativně právního oddělení svazu Petrem Doležalem a následně výkonným výborem ČMFS.

#### Stanoviska aktérů sporu
- FC Bohemians Praha: Tvrdí, že smlouva o převodu práv na soutěže a hráče z FC Bohemians Praha a.s. v konkursu (zastupována správcem konkursní podstaty Humlem) a AFK Vršovice byla v rozporu se zákonem a je neplatná. Tvrdí, že rozhodnutí ČMFS, které toto posvětilo, bylo v rozporu se stanovami ČMFS a je neplatné. Podalo na tento postup několik trestních oznámení. Kromě toho tvrdí, že Bohemians 1905 nejsou platným členem ČMFS a nemají právo hrát soutěže pořádané ČMFS. Argumentuje mimo jiné právním posouzením situace advokátní kanceláří Sokol a Žák, kterou si nechal vypracovat ČMFS v roce 2007.[24]
- Bohemians Praha 1905: Tvrdí, že je členem ČMFS, soutěže hraje po právu a má také právo nakládat s hráči, které získal od FC Bohemians Praha, a.s. (mimo jiné jde o Václava Kadlece nebo Jana Morávka).
- ČMFS: V současnosti se čeká na vyjádření Odvolací a revizní komise ČMFS v této kauze.
- FK Bohemians Praha: Tohoto klubu se spor netýká.
- TJ Bohemians Praha: Tělovýchovné jednoty se spor netýká.